# 今井雄也
今井 雄也（いまい ゆうや、1977年5月15日 - ）は、神奈川県出身のパーソナリティ。サンディ所属。2006年より柏レイソルのスタジアムDJを務めている。

## 主な出演作品

### テレビ
- 買い物図鑑（TBSテレビ）
- BLOG@GIRLS（2006年7月1日 - 2007年3月24日、BS-TBS）

### ラジオ
- SOUND BEAT（ミュージックバード）

### その他
- ココストア 店内放送